# École européenne supérieure de l'image
Pour les articles homonymes, voir École supérieure d'art.
 (octobre 2018).

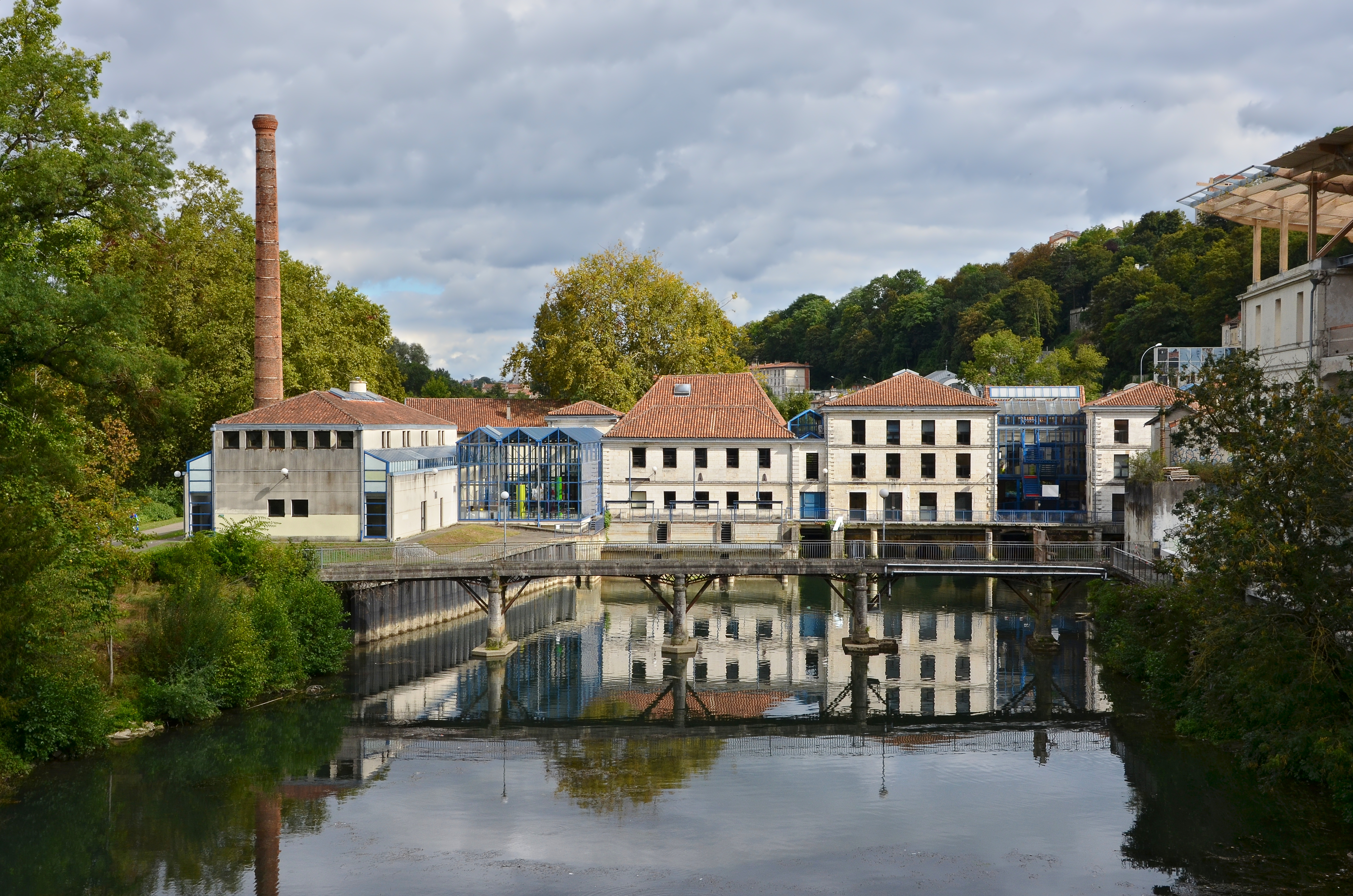
École européenne supérieure de l'image ÉESI- site d'Angoulême

L’École européenne supérieure de l’image Angoulême – Poitiers est une école supérieure d’art publique placée sous la tutelle du ministère de la Culture. Elle accueille près de 350 étudiantes et étudiants sur ses deux sites -Angoulême et Poitiers - et prépare aux diplômes nationaux d’arts plastiques aux niveaux licence, master et doctorat. Le projet de l’étudiant occupe une place centrale dans le schéma des études de l’ÉESI, qui privilégie l’expérimentation, la collaboration et l’enrichissement mutuel. 
Les objectifs fixés par son conseil d’administration relèvent de la mise en réseau européen et international de ses activités, du renforcement de ses capacités à conduire des recherches, ainsi que du développement de ses laboratoires. Développement devant permettre une attractivité européenne en matière d’accueil de programmes de recherches artistiques.
Dans cette configuration multi-site particulière, la pédagogie affirme la vocation transversale de l’école tant d’un point de vue géographique que des contenus qu’elle dispense.
Les enseignements s’organisent autour de phases de durées et de d’octroi de crédits (ECTS) conformes à l’harmonisation des diplômes européens selon les accords de Bologne (diplômes de niveaux : trois, cinq et huit années d’études).
En marge de chaque édition du festival de bande dessinée d’Angoulême, l’école décerne un prix de bande dessinée depuis 1995. Stoppé en 2011, il reprendra 6 ans après en 2017.
Depuis octobre 2010, l’École européenne supérieure de l'image a ouvert un post-diplôme international, Document et art contemporain destiné à de jeunes artistes, théoriciens ou curateurs désireux d’expérimenter une année de recherche.

## Histoire
L’école d’art de Poitiers a été créée en 1768 sous le nom d’école royale académique de peinture, sculpture, architecture et arts analogues au dessin. L’école des beaux-arts d’Angoulême a été créée en 1972, qui est aussi (les événements ne sont pas liés) l’année de la création du festival de bande dessinée. L’implantation actuelle de l'école, dans l'ancienne usine à papier du Nil, date de 1987. Le rapprochement entre les écoles de Poitiers et d'Angoulême date de 1990, la création d'un syndicat mixte de 1995, la constitution d'un groupement d’intérêt public de 2000 et, enfin, la création d’un établissement public de coopération culturelle (EPCC), de 2011.

## Administration
Depuis la réforme LMD, l'établissement délivre des diplômes aux niveaux Licence, Master et Doctorat. Le DNA (diplôme national d’arts) comme le DNSEP (diplôme national supérieur d’expression plastique) sont homologués par le ministère de la Culture et de la communication. Le premier propose les mentions bande dessinée et images animées quand le second dispense les mentions bande dessinée et création numérique .
En partenariat avec l'Université de Poitiers, l'EESI propose également un Master recherche en Bande dessinée ainsi qu'un Doctorat de création Expression artistique et littéraire spécialité Bande dessinée.
En parallèle de ce partenariat, l'EESI est habilitée à délivrer depuis 2014, un DSRA (Diplôme Supérieur de Recherche en Art) à l'endroit du post-diplôme Document et art contemporain. Cette formation qui s'étale sur trois années, s'adresse à des artistes, des critiques d'autant qu'à des commissaires ou des cinéastes.

## Enseignants célèbres
- Frédéric Boilet (auteur de bande dessinée, essayiste et photographe)
- Laurent Bourlaud (dessinateur de bande dessinée)
- Érik Bullot (cinéaste)
- Thomas Cadène (auteur de bande dessinée)
- Jean Chakir (auteur de bande dessinée)
- Yves Chaudouët (plasticien et dramaturge)[7]
- Hélène Giannecchini (écrivaine, commissaire d'exposition)
- Robert Gigi (journaliste et auteur de bande dessinée)
- Gérald Gorridge (auteur de bande dessinée)
- Thierry Groensteen (historien et théoricien de la bande dessinée)
- Dominique Hérody (écrivain, auteur de bande dessinée)
- Jean-Noël Lafargue (chercheur)
- Vincent Lamouroux (plasticien)
- Benoît Preteseille (auteur de bande dessinée)
- Johanna Schipper (autrice de bande dessinée)
- Thierry Smolderen (scénariste de bande dessinée)
- Cyril Teste (metteur en scène)
- Stephen Wright (théoricien de l'art)
- Virginie Yassef (plasticienne)

## Publications
- Au fil du Nil (annuel)
- Cahiers du post-diplôme (annuel)
- Fraîches (publication ponctuelle)
- Tempo (annuel)